# Prix de Londres
Prix de Londres är ett montélopp för fem–tioåriga hingstar, valacker och ston som körs på Hippodrome d'Enghien-Soisy i Enghien-les-Bains norr om Paris i Frankrike varje år i augusti. Det är ett Grupp 2-lopp; hästen måste ha sprungit in minst 54 000 euro för att få starta.
Loppet rids över 2875 meter på stora banan på Vincennes, med voltstart. Den samlade prissumman är 120 000 euro och 54 000 euro är första pris.

## Vinnare
| År   | Häst               | Efter           | Kusk                  | Tränare           | Tid    |
| ---- | ------------------ | --------------- | --------------------- | ----------------- | ------ |
| 2024 | Éxtreme Desbois    | Tornado Bello   | Clément Frecelle      | Benjamin Goetz    | 1'11"9 |
| 2023 | Homer de Fromentel | Vanishing Point | Christopher Corbineau | Damien Lecroq     | 1'11"8 |
| 2022 | Chalimar de Guez   | Nahar de Beval  | Jean Yann Ricart      | Nicolas Bazire    | 1'13"9 |
| 2021 | Dynamite Marceaux  | Ready Cash      | Christopher Corbineau | Jonathan Groizeau | 1'12"0 |
| 2020 | Dynamite Marceaux  | Ready Cash      | Christopher Corbineau | Jonathan Groizeau | 1'12"5 |
| 2019 | Arlington Dream    | Ready Cash      | Yoann Lebourgeois     | Philippe Allaire  | 1'13"7 |
| 2018 | Arlington Dream    | Ready Cash      | Yoann Lebourgeois     | Philippe Allaire  | 1'12"6 |
| 2017 | Arlington Dream    | Ready Cash      | Yoann Lebourgeois     | Philippe Allaire  | 1'14"2 |
| 2016 | Astor du Quenne    | Opus Viervil    | Alexandre Abrivard    | Sébastien Guarato | 1'14"0 |
| 2015 | Virgious du Maza   | Prodigious      | Damien Bonne          | Sébastien Ernault | 1'14"8 |
| 2014 | Uppercut de Manche | Neutron du Cebe | Damien Bonne          | Thierry Raffegeau | 1'13"0 |